# Мала Воложик'я
Мала́ Воложи́кья (рос. Малая Воложикья) — село в Можгинському районі Удмуртії, Росія.
Урбаноніми:
- вулиці — Джерельна, Зарічна, Квіткова, Пісочна, Садова
- площі — Центральна

## Населення
Населення — 490 осіб (2010; 543 в 2002).
Національний склад станом на 2002 рік:
- удмурти — 82 %

## Відомі люди
У селі народився Бабурін Рудольф Михайлович, заслужений тренер РРФСР із біатлону.